# Ethiopië op de Olympische Zomerspelen 1956
Ethiopië debuteerde op de Olympische Spelen tijdens de Olympische Zomerspelen 1956 in Melbourne, Australië. Het zouden de enige Zomerspelen zijn waar het geen medaille won.

## Resultaten en deelnemers per onderdeel

### Atletiek
| Olympiër                                               | Discipline   | Resultaat | Prestatie               |
| ------------------------------------------------------ | ------------ | --------- | ----------------------- |
| Abebe Hailou                                           | 100m (m)     | 55e       | serie 11: 5de in 11,54  |
| Beyene Legesse                                         | 100m (m)     | 63e       | serie 6: 6de in 11,94   |
| Roba Negousse                                          | 100m (m)     | 65e       | serie 2: 6de in 12,07   |
| Abebe Hailou                                           | 200m (m)     | 56e       | serie 7: 6de in 23,25   |
| Beyene Legesse                                         | 200m (m)     | 58e       | serie 3: 5de in 23,63   |
| Roba Negousse                                          | 200m (m)     | 60e       | serie 4: 5de in 23,89   |
| Ajanew Bayene                                          | 400m (m)     | 38e       | serie 8: 5de in 51,53   |
| Abebe Hailou                                           | 400m (m)     | 29e       | serie 3: 4de in 49,18   |
| Beyene Legesse                                         | 400m (m)     | 36e       | serie 1: 5de in 50,83   |
| Ajanew Bayene                                          | 800m (m)     | series    | serie 3: 8ste           |
| Mamo Wolde                                             | 800m (m)     | series    | serie 1: 7de in 1.58,0  |
| Mamo Wolde                                             | 1500m (m)    | 22e       | serie 1: 11de in 3.51,0 |
| Bekele Haile Abebe Hailou Beyene Legesse Roba Negousse | 4x100m (m)   | 16e       | serie 3: 5de in 43,3    |
| Ajanew Bayene Abebe Hailou Beyene Legesse Mamo Wolde   | 4x400m (m)   | 15e       | serie 3: 5de in 3.30,3  |
| Gebre Birkay                                           | marathon (m) | 32e       | 2:58.49                 |
| Bashay Feleke                                          | marathon (m) | 29e       | 2:53.37                 |

### Wielersport
| Olympiër                                   | Discipline         | Resultaat | Prestatie      |
| ------------------------------------------ | ------------------ | --------- | -------------- |
| Zehaye Bahta                               | wegwedstrijd (m)   | 38e       | 5:34.37        |
| Guremu Demboba                             | wegwedstrijd (m)   | 25e       | 5:26.58        |
| Negousse Mengistu                          | wegwedstrijd (m)   | DNF       | niet gefinisht |
| Mesfen Tesfaye                             | wegwedstrijd (m)   | 35e       | 5:34.25        |
| Zehaye Bahta Guremu Demboba Mesfen Tesfaye | ploegentijdrit (m) | 9e        | 99 punten      |

Afghanistan · Argentinië · Australië · Bahama's · België · Bermuda · Birma · Brazilië · Brits-Guiana · Bulgarije · Cambodja* · Canada · Ceylon · Chili · Colombia · Cuba · Denemarken · Duits eenheidsteam · Egypte* · Ethiopië · Fiji · Filipijnen · Finland · Frankrijk · Griekenland · Groot-Brittannië · Hongarije · Hongkong · Ierland · IJsland · India · Indonesië · Iran · Israël · Italië · Jamaica · Japan · Joegoslavië · Kenia · Liberia · Luxemburg · Malakka · Mexico · Nederland* · Nieuw-Zeeland · Nigeria · Noord-Borneo · Noorwegen · Oeganda · Oostenrijk · Pakistan · Peru · Polen · Portugal · Puerto Rico · Roemenië · Singapore · Sovjet-Unie · Spanje* · Taiwan · Thailand · Trinidad en Tobago · Tsjecho-Slowakije · Turkije · Uruguay · Venezuela · Verenigde Staten · Vietnam · Zuid-Afrika · Zuid-Korea · Zweden · Zwitserland*

*alleen deelgenomen in Stockholm